# Bitwa pod Koninem
Bitwa pod Koninem – miała miejsce w nocy z 23 na 24 września 1331 roku podczas wielkiego najazdu zakonu krzyżackiego na ziemie polskie.
Po dwóch dniach bezskutecznych prób zdobycia Kalisza oraz wobec niestawienia się w umówionym miejscu swego sprzymierzeńca, króla czeskiego Jana Luksemburskiego, wojska krzyżackie odstąpiły od oblężenia miasta. Siły dowodzone przez komtura ziemi chełmińskiej Ottona von Lauterberga i wielkiego marszałka Dietricha von Altenburga skierowały się na północ w kierunku Konina. Król Polski Władysław I Łokietek zwlekał z uderzeniem na oddziały krzyżackie, czekając na połączenie z rycerstwem wielkopolskim prowadzonym przez wojewodę poznańskiego Wincentego z Szamotuł, co nastąpiło 22 września. Wojska krzyżackie, które dotarły do Konina, w chwili wkraczania do miasta zostały zaatakowane przez wojska polskie. Bitwa nie przyniosła rozstrzygnięcia. Władysław Łokietek, nie będąc pewny wyniku starcia, zaprzestał walki i wycofał swoje oddziały; według innych przekazów siły polskie uciekły z pola walki. Krzyżacy, korzystając ze zdobytej przewagi, rozpoczęli marsz w kierunku Brześcia Kujawskiego.